# Cyperus kipasensis
Cyperus kipasensis là loài thực vật có hoa trong họ Cói. Loài này được Cherm. mô tả khoa học đầu tiên năm 1934.